# Богораз, Владимир Германович
Влади́мир Ге́рманович Богора́з (псевдонимы Н. А. Тан, В. Г. Тан; известен также как Тан-Богора́з, Богораз-Тан, при публикациях в США: англ. Waldemar Bogoras; рожд. Ната́н Ме́нделевич Богора́з; 15 [27] апреля 1865, Овруч, Волынская губерния — 10 мая 1936, Ростовская область) — российский революционер, писатель, этнограф (этногеограф, этнокультуролог) и лингвист (исследователь чукотско-камчатских языков, языка азиатских эскимосов, эвенского языка), северовед. Беллетрист, общественный деятель и профессор ЛГУ.

## Биография
Родился в семье учителя Менделя (Максимилиана Марковича) Богораза, из раввинской семьи, и Анны Абрамовны Богораз, из купеческой семьи городка Бар Подольской губернии. Брат хирурга Н. А. Богораза. При рождении было дано еврейское имя Натан, при крещении в подростковом возрасте — имя Владимир и отчество Германович. Псевдоним «Н. А. Тан» образован от имени Натан. Впоследствии Богораз стал употреблять псевдоним «Тан» с настоящим именем и/или фамилией.
Учился в Таганрогской мужской классической гимназии в одно время с А. П. Чеховым. Окончив гимназию (1880), поступил на физико-математический факультет Петербургского университета, затем перевёлся на юридический, но уже 1882 году был выслан на родину.
С 1881 года входил в народовольческие кружки. С 1885 года примкнул к народовольческой революционной группе. Участвовал в работе тайных типографий. Неоднократно подвергался арестам; в 1889 году сослан на 10 лет в Среднеколымск.
В ссылке В. Г. Богораз стал заниматься этнографией, причём настолько успешно, что Императорская Академия наук в 1894 году включила его в состав своей экспедиции (т. н. «Сибиряковская экспедиция»), снаряжённой с целью изучения жизни чукчей и других народностей Северо-Востока Евразийского континента. Около трёх лет (1895—1897) Богораз кочевал среди чукчей. По окончании экспедиции Академия наук выхлопотала для него разрешение возвратиться в Петербург, а в 1900 году направила в новую экспедицию — Северо-Тихоокеанскую.
В 1896 году начал литературную деятельность, печатая очерки, рассказы и стихи. Первая книга прозы «Чукотские рассказы» появилась в 1899 году, а в 1900 году — первая книга стихов («Стихотворения»). Автор русского текста популярной польской революционной песни «Красное знамя».
Интересно, что Тан-Богораз не избежал влияния современной ему поэзии и писал декадентские стихи, которые контрастируют с его деятельностью и прозаическим творчеством.
В 1899 году уехал в США, откуда отправляется в экспедицию на Дальний Восток под руководством антрополога Франца Боаса и собирает этнографический материал у чукчей, коряков, ительменов и эскимосов. До 1904 года работал куратором этнографической коллекции Американского музея естественной истории; на английском языке подготовил к печати монографию «Чукчи», которая получила всемирное признание как фундаментальный труд по этнографии и мифологии чукчей. Здесь он также пишет для русской прессы серию очерков о жизни общины духоборов, эмигрировавших от преследований в России в Канаду в 1898—1899 гг., и казавшихся многим выражением идеала крестьянского социализма. В 1904 году эти очерки выходят отдельной книгой «Духоборы в Канаде» (оригинальный текст в pdf).
В 1905 году — один из организаторов «Крестьянского союза», в 1906 году принимал участие в организации «Трудовой группы» в I Государственной думе (сам не был депутатом Думы). В это время написал ряд очерков и публицистических произведений народническо-пропагандистского характера. В годы первой революции сотрудничал в газете большевистской военной организации «Казарма», помещая ряд ставших популярными в те годы стихотворений («Предсмертная песня», «Царские гости», «Цусима» и т. д.).
После Октябрьской революции в своих публицистических статьях, печатавшихся в журналах «Россия» и «Новая Россия», выступал как сменовеховец.
В 1918 году В. Г. Богораз стал сотрудником Музея антропологии и этнографии Академии наук, с 1921 года работал профессором ряда ленинградских вузов (в частности, преподавал на отделении этнографии Ленинградского института истории, философии и лингвистики). В декабре 1929 года по инициативе Богораза был основан Институт народов Севера, где он также работал профессором и читал студентам лекции по общему народоведению.
В. Г. Богораз стал инициатором создания «Комитета содействия народам северных окраин» (Комитет Севера) при Президиуме ВЦИК (образован Президиумом ВЦИК 20 июня 1924 г.) и был деятельным членом этого комитета, задачей которого было «содействие планомерному устроению народностей Севера в хозяйственно-экономическом, административно-судебном и культурно-санитарном отношении». В 1927/28 учебном году В. Г. Богораз-Тан и С. Н. Стебницкий составили первый русский букварь для всех школ Севера, объёмом 129 страниц.

В последние годы жизни был директором основанного им в 1932 году Музея истории религии и атеизма (до 2000 года располагавшегося в здании переданного под нужды музея Казанского собора).
Умер 10 мая 1936 года от закупорки вен по дороге в Ростов-на-Дону. Похоронен на Литераторских мостках на Волковском кладбище в Ленинграде.

### Семья
Братья:
- Лазарь Максимилианович Богораз (Сергей Максимович Губкин, 1868—?), участник народовольческого кружка в Казани, врач.
- Николай Алексеевич Богораз (до крещения — Генрих Менделевич (Максимович) Богораз; 1874—1952), хирург, заслуженный деятель науки РСФСР.
- Александр Максимилианович (Максимович, Алексеевич) Богораз (1877—?), народоволец, врач.

Сестра:
- Прасковья Фёдоровна (Перл Максимовна) Богораз (в замужестве Шебалина, 1860—1884), народоволец, вместе с мужем проходила по «Процессу 14» в Киеве.

Двоюродный брат:
- экономист и мемуарист Иосиф Аронович Богораз (1896—1985), отец правозащитницы Л. И. Богораз.

## Научная деятельность
В. Г. Богоразу принадлежат около 130 печатных трудов по этнографии, фольклору и лингвистике. Основные его исследования посвящены культуре народов Евразии и Америки.
Богораз описывает чукотскую космологическую модель. Он замечает, что она обладает дуалистическим характером — имеет место представление о «нижнем мире», тварном, осязаемом и «верхнем мире», идеалистическом духовном. Из этой бинарной оппозиции вытекает одухотворение практически всех явлений природы. Человек, согласно чукотской мифологии, находится в «нижнем мире», но в то же время он способен контактировать с миром духов.
Шаман в чукотской мифологии — фигура многогранная. С одной стороны, он выступал в роли проводника между мирами. С другой, он обладал знаниями практики медитации. Также шаман был способен производить магические практики.
Хорошо известны лингвистические работы В. Г. Богораза. Им проделана громадная работа по изучению луораветланского (чукотского) языка: составлена грамматика, опубликованы фольклорные тексты, издан словарь. Кроме того им были собраны и опубликованы тексты на нымыланском (корякском) и ительменском языках. Издал также очерк грамматики юитского (эскимосского) языка; кроме того, он занимался изучением эвенского (ламутского) языка, материалы по которому опубликовал в виде грамматического очерка с приложением текста и словаря. В 1987 году его именем названа Чукотская окружная публичная универсальная библиотека им. В. Г. Тана-Богораза.
Заложил основы этногеографии. Использовал понятие "варианты культуры", которое стало предшественником понятия хозяйственно-культурный тип.

### Научные работы
- Труды по языку и фольклору: Образцы материалов по изучению чукотского языка и фольклора, «Известия Акад. наук», т. 10, № 3, СПБ, 1899;
- Материалы по изучению чукотского языка и фольклора, изд. Акад. наук, СПБ, 1900;
- Областной словарь колымского русского наречия, изд. Акад. наук, СПБ, 1901;
- Publications of the Jesup North Pacific Expedition, Leiden — N. Y., 1904, 1910;
- Материалы для изучения языка азиатских эскимосов, «Живая старина», кн. 70/71, Пб., 1909;
- Материалы для изучения языка азиатских эскимосов. — СПб.: Тип. М-ва путей сообщ., 1910. — 13 с.
- The Eskimo of Siberia (тексты с переводом); Publications of the Jesup North Pacific Expedition, vol. 8, part 3, Leiden — N. Y., 1913
- Koryak texts (American Ethnological Society Series Ed. Boas, Franz) Leyden : E. J. Brill; New York, G. E. Stechert, 1917.
- The Chukchee, vol. 7; Chukchee Mythology, vol. 8, part I; Chukchee — Handbook of American Indian Languages, p. 2, Washington, 1922 (Bull. 40 of American Ethnology, Smithsonian Institute);
- Эйнштейн и религия: Применение принципа относительности к исследованию религиозных явлений. — М.—Петроград: Изд-во Л. Д. Френкель, 1923. — Т. 1. — 120 с. — 5000 экз.
- Древние переселения народов в северной Евразии и в Америке // Сборник Музея антропологии и этнографии : журнал. — Л.: Музей антропологии и этнографии, 1927. — Т. VI. — С. 37—62.
- Христианство в свете этнографии. — М.—Л.: Госиздат, 1928. — 157 с. — 3,000 экз.
- Распространение культуры на земле. Основы этногеографии. — Государственное издательство, М.-Л., 1928;
- Луораветланский (чукотский) язык // Языки и письменность народов Севера: [сборник статей] / под ред. Г. Н. Прокофьева. — Ч. 3 / под общ. ред. Я. П. Алькора. — 1934. — С. 5—46.
- Юитский (азиатско-эскимосский) язык // Языки и письменность народов Севера: [сборник статей] / под ред. Г. Н. Прокофьева. — Ч.3 / под общ. ред. Я. П. Алькора. — 1934. — С. 105—128.
- Материалы по ламутскому языку // Тунгусский сборник. — Л.: Изд-во Акад. наук СССР, 1931. — Т. I. — С. 1—106.
- Чукчи:
  - Ч. 1: Социальная организация. — М.: Изд-во Института народов Севера ЦИК СССР, 1934.
  - Ч. 2: Религия. — М.: Изд-во Главсевморпути, 1939.
- Луораветланско-русский (чукотско-русский) словарь. — М.—Л.: Учпедгиз, 1937. — 165, XLVI с. — 1200 экз.
- Материалы по языку азиатских эскимосов. — Л.: Гос. учебно-пед. изд-во М-ва просвещения РСФСР, 1949. — 253, [2] с. — 1000 экз.
- Луораветланско-русский (чукотско-русский) словарь. — Изд. 2-е. — М.: Кн. дом "ЛИБРОКОМ", 2011. — XLVI, 164, [3] с. — (Языки народов мира). — ISBN 978-5-397-02085-5.

## Литературное наследие
В своих очерках и рассказах Владимир Богораз по преимуществу оставался этнографом, не только по материалу («Чукотские рассказы», «Восемь племен» и др.), но и по методу письма: он силен в описаниях быта, социально-бытовых зарисовках, человек же у него обычно психологически не раскрывается, а дается в плане народнического натурализма.
В 1909 году опубликовал историческую повесть из жизни первобытных людей «Жертвы дракона», ставшую одним из первых в русской литературе произведений в жанре фэнтези. Удачно использовав накопленный в экспедициях этнографический материал, художественно переработав распространенный мифологический сюжет драконоборчества, попутно вывел в ней образ главного героя — носителя антиклерикальных и революционных идей. В 1914 году написал новую повесть о первобытных временах «На озере Лоч» — о жителях озерных свайных поселений в Северной Италии в эпоху энеолита.
В 1928 году возобновил беллетристическую деятельность.
Произведения советского периода также оставались по сути своей этнографичными. Роман «Союз молодых» (1928) построен на сочетании этнографического материала — предреволюционного быта и экономики Колымского края — с романтической интригой, связанной с темой отцеубийства. В романе «Воскресшее племя» (1933) показано возрождение к жизни племени юкагиров (Сибирь), обреченных в условиях царской России на вымирание. Построенный на научно собранных фактах, актуальный по теме, роман написан был с излишней детализацией, натуралистическими подробностями.

### Беллетристика
1. Чукотские рассказы, 1-е изд., тираж 4100, «С. Дороватовского и А. Чарушникова», СПб, 1900;
2. Стихотворения, 1-е изд., тираж 6200, «С. Дороватовского и А. Чарушникова», СПб, 1900; 2-е изд. дополненное, Н. Глаголева, СПБ, 1905; 3-е изд. Н. Глаголева, СПб (арестовано), 1906; «Просвещение», СПБ, 1910;
3. Восемь племён, 1902 (роман)
4. Жертва дракона, 1909 (роман);
5. Собрание сочинений, изд. «Просвещение», тт. I—XII, СПБ, 1910—1911;
6. На озере Лоче, 1914 (роман)
7. Собрание сочинений, изд. «Земля и фабрика», тт. I—IV, М. — Л., 1928—1929;
8. Союз молодых (Роман из северной жизни), Гиз, М. — Л., 1928; изд. ЗиФ, М. — Л., 1930;
9. Северная охота, изд. «Молодая гвардия», М., 1931;
10. Колымские рассказы, ГИХЛ, М. — Л., 1931;
11. USA (Люди и нравы Америки), изд. «Федерация», М., 1932; Изд. 2-е. — М.: Книжный дом «ЛИБРОКОМ», 2011.-216 с.;
12. Воскресшее племя. Роман. — М.: Гослитиздат, 1935.

### Очерки
- Мужики в Государственной думе. Очерки — М., 1907. — 72 с.

### Переводы
- Сказка о чесоточном шамане // Живая старина. — СПб.: Тип. князя В. П. Мещерского, 1899. — Т. II. — С. 263—270.
- Сказание об Эленди и его сыновьях // Известия Императ. Российск. Академии Наук. — СПб., 1899. — Т. Х/3. — С. 350—370.